# Nagy-Britannia a 2020. évi nyári olimpiai játékokon
Nagy-Britannia a japán Tokióban megrendezett 2020. évi nyári olimpiai játékok egyik részt vevő nemzete volt. Az országot az olimpián 28 sportágban 375 sportoló képviselte, akik összesen 64 érmet szereztek.

## Érmesek
| Érem  | Versenyző | Sportág       | Versenyszám                |
| ----- | --- | ------------- | -------------------------- |
| Arany | Tom Pidcock | Kerékpározás  | Férfi terepverseny         |
| Arany | Bethany Shriever | Kerékpározás  | Női BMX                    |
| Arany | Charlotte Worthington | Kerékpározás  | Női szabadgyakorlat BMX    |
| Arany | Matthew Walls | Kerékpározás  | Férfi omnium               |
| Arany | Katie Archibald Laura Kenny | Kerékpározás  | Női madison                |
| Arany | Jason Kenny | Kerékpározás  | Férfi keirin               |
| Arany | Laura Collett Tom McEwen Oliver Townend                                                                                        | Lovaglás      | Csapat lovastusa           |
| Arany | Ben Maher | Lovaglás      | Egyéni díjugratás          |
| Arany | Tom Daley Matty Lee | Műugrás       | Férfi szinkron toronyugrás |
| Arany | Galal Yafai | Ökölvívás     | Férfi légsúly              |
| Arany | Lauren Price | Ökölvívás     | Női középsúly              |
| Arany | Kate French | Öttusa        | Női egyéni                 |
| Arany | Joe Choong | Öttusa        | Férfi egyéni               |
| Arany | Max Whitlock | Torna         | Férfi lólengés             |
| Arany | Jess Learmonth Jonathan Brownlee Georgia Taylor-Brown Alex Yee                                                                 | Triatlon      | Vegyes csapat              |
| Arany | Adam Peaty | Úszás         | Férfi 100 m mell           |
| Arany | Thomas Dean | Úszás         | Férfi 200 m gyors          |
| Arany | Thomas Dean James Guy Calum Jarvis Matthew Richards Duncan Scott                                                               | Úszás         | Férfi 4 × 200 m gyors      |
| Arany | Freya Anderson Kathleen Dawson James Guy Adam Peaty Anna Hopkin                                                                | Úszás         | Vegyes 4 × 100 m vegyes    |
| Arany | Stuart Bithell Dylan Fletcher                                                                                                  | Vitorlázás    | Férfi 49er                 |
| Arany | Giles Scott | Vitorlázás    | Férfi finn dingi           |
| Arany | Hannah Mills Eilidh McIntyre                                                                                                   | Vitorlázás    | Női 470                    |
| Ezüst | Keely Hodgkinson | Atlétika      | Női 800 m                  |
| Ezüst | Laura Muir | Atlétika      | Női 1500 m                 |
| Ezüst | Tom Barras Jack Beaumont Angus Groom Harry Leask                                                                               | Evezés        | Férfi négypárevezős        |
| Ezüst | Mallory Franklin | Kajak-kenu    | Női szlalom C-1            |
| Ezüst | Kye Whyte | Kerékpározás  | Férfi BMX                  |
| Ezüst | Katie Archibald Elinor Barker Neah Evans Laura Kenny Josie Knight                                                              | Kerékpározás  | Női csapat üldözőverseny   |
| Ezüst | Jack Carlin Jason Kenny Ryan Owens                                                                                             | Kerékpározás  | Férfi csapatsprint         |
| Ezüst | Ethan Hayter Matthew Walls | Kerékpározás  | Férfi madison              |
| Ezüst | Tom McEwen | Lovaglás      | Egyéni lovastusa           |
| Ezüst | Pat McCormack | Ökölvívás     | Férfi váltósúly            |
| Ezüst | Benjamin Whittaker | Ökölvívás     | Férfi félnehézsúly         |
| Ezüst | Emily Campbell | Súlyemelés    | Női +87 kg                 |
| Ezüst | Bradly Sinden | Taekwondo     | Férfi pehelysúly           |
| Ezüst | Lauren Williams | Taekwondo     | Női váltósúly              |
| Ezüst | Alex Yee | Triatlon      | Férfi triatlon             |
| Ezüst | Georgia Taylor-Brown | Triatlon      | Női triatlon               |
| Ezüst | Duncan Scott | Úszás         | Férfi 200 m gyors          |
| Ezüst | Duncan Scott | Úszás         | Férfi 200 m vegyes         |
| Ezüst | Luke Greenbank James Guy Duncan Scott Adam Peaty James Wilby                                                                   | Úszás         | Férfi 4 × 100 m vegyes     |
| Ezüst | John Gimson Anna Burnet | Vitorlázás    | Nacra 17                   |
| Bronz | Holly Bradshaw | Atlétika      | Női rúdugrás               |
| Bronz | Asha Philip Imani Lansiquot Dina Asher-Smith Daryll Neita                                                                      | Atlétika      | Női 4 × 100 m              |
| Bronz | Josh Kerr | Atlétika      | Férfi 1500 m               |
| Bronz | Chelsie Giles | Cselgáncs     | Női harmatsúly             |
| Bronz | Josh Bugajski Jacob Dawson Charles Elwes Thomas Ford Thomas George James Rudkin Moe Sbihi Oliver Wynne-Griffith Henry Fieldman | Evezés        | Férfi nyolcas              |
| Bronz | Sky Brown | Gördeszkázás  | Női egyéni park            |
| Bronz | Női gyeplabda-válogatott | Gyeplabda     | Női gyeplabdatorna         |
| Bronz | Liam Heath | Kajak-kenu    | Férfi K-1 200 m            |
| Bronz | Jack Carlin | Kerékpározás  | Férfi egyéni sprint        |
| Bronz | Declan Brooks | Kerékpározás  | Férfi szabadgyakorlat BMX  |
| Bronz | Charlotte Dujardin | Lovaglás      | Egyéni díjlovaglás         |
| Bronz | Charlotte Dujardin Charlotte Fry Carl Hester                                                                                   | Lovaglás      | Csapat díjlovaglás         |
| Bronz | Jack Laugher | Műugrás       | Férfi egyéni műugrás       |
| Bronz | Tom Daley | Műugrás       | Férfi egyéni toronyugrás   |
| Bronz | Karriss Artingstall | Ökölvívás     | Női pehelysúly             |
| Bronz | Frazer Clarke | Ökölvívás     | Férfi szupernehézsúly      |
| Bronz | Matthew Coward-Holley | Sportlövészet | Férfi trap                 |
| Bronz | Bianca Walkden | Taekwondo     | Női nehézsúly              |
| Bronz | Jennifer Gadirova Jessica Gadirova Alice Kinsella Amelie Morgan                                                                | Torna         | Női csapat összetett       |
| Bronz | Bryony Page | Torna         | Női trambulin              |
| Bronz | Luke Greenbank | Úszás         | Férfi 200 m hát            |
| Bronz | Emma Wilson | Vitorlázás    | Női szörfvitorlázás        |

## Asztalitenisz
Férfi
| Versenyző      | Versenyszám | Selejtező         | 64-es főtábla                                      | 48-as főtábla                                        | 32-es főtábla                                                     | Nyolcaddöntő      | Negyeddöntő       | Elődöntő          | Döntő             | Helyezés |
| Versenyző      | Versenyszám | Ellenfél Eredmény | Ellenfél Eredmény                                  | Ellenfél Eredmény                                    | Ellenfél Eredmény                                                 | Ellenfél Eredmény | Ellenfél Eredmény | Ellenfél Eredmény | Ellenfél Eredmény | Helyezés |
| -------------- | ----------- | ----------------- | -------------------------------------------------- | ---------------------------------------------------- | ----------------------------------------------------------------- | ----------------- | ----------------- | ----------------- | ----------------- | -------- |
| Paul Drinkhall | Egyes       | erőnyerő          | Nima Alamian (IRI) · 11–7, 11–1, 11–5, 8–11, 12–10 | Robert Gardos (AUT) · 13–11, 6–11, 11–4, 12–10, 11–6 | Csang Udzsin (Jang Woo-jin) (KOR) · 11–7, 10–12, 8–11, 8–11, 7–11 | kiesett           | kiesett           | kiesett           | kiesett           | 17.      |
| Liam Pitchford | Egyes       | erőnyerő          | erőnyerő                                           | erőnyerő                                             | Darko Jorgić (SLO) · 8–11, 11–7, 10–12, 13–11, 9–11, 10–12        | kiesett           | kiesett           | kiesett           | kiesett           | 17.      |

Női
| Versenyző  | Versenyszám | Selejtező         | 64-es főtábla                                | 48-as főtábla     | 32-es főtábla     | Nyolcaddöntő      | Negyeddöntő       | Elődöntő          | Döntő             | Helyezés |
| Versenyző  | Versenyszám | Ellenfél Eredmény | Ellenfél Eredmény                            | Ellenfél Eredmény | Ellenfél Eredmény | Ellenfél Eredmény | Ellenfél Eredmény | Ellenfél Eredmény | Ellenfél Eredmény | Helyezés |
| ---------- | ----------- | ----------------- | -------------------------------------------- | ----------------- | ----------------- | ----------------- | ----------------- | ----------------- | ----------------- | -------- |
| Tin-Tin Ho | Egyes       | erőnyerő          | Manika Batra (IND) · 7–11, 6–11, 10–12, 9–11 | kiesett           | kiesett           | kiesett           | kiesett           | kiesett           | kiesett           | 49.      |

## Atlétika

### Férfi
| Versenyző                                                           | Versenyszám     | Előfutam      | Előfutam      | Elődöntő | Elődöntő | Döntő         | Döntő         |
| Versenyző                                                           | Versenyszám     | Idő           | Hely.         | Idő      | Hely.    | Idő           | Helyezés      |
| ------------------------------------------------------------------- | --------------- | ------------- | ------------- | -------- | -------- | ------------- | ------------- |
| Zharnel Hughes                                                      | 100 m           | 10,04         | 3.            | 9,98     | 1.       | kizárás       | kizárás       |
| Reece Prescod                                                       | 100 m           | 10,12         | 5.            | kizárás  | kizárás  | kiesett       | kiesett       |
| Chijindu Ujah                                                       | 100 m           | 10,08         | 3.            | 10,11    | 5.       | kiesett       | kiesett       |
| Adam Gemili                                                         | 200 m           | 1:58.58       | 7.            | kiesett  | kiesett  | kiesett       | kiesett       |
| Nethaneel Mitchell-Blake                                            | 200 m           | 20.56         | 5.            | kiesett  | kiesett  | kiesett       | kiesett       |
| Oliver Dustin                                                       | 800 m           | 1:46,94       | 6.            | kiesett  | kiesett  | kiesett       | kiesett       |
| Elliot Giles                                                        | 800 m           | 1:44,49       | 3.            | 1:44,75  | 3.       | kiesett       | kiesett       |
| Daniel Rowden                                                       | 800 m           | 1:45,73       | 2.            | 1:44,38  | 5.       | kiesett       | kiesett       |
| Jake Heyward                                                        | 1500 m          | 3:36.14       | 1.            | 3:32.82  | 6.       | 3:34.43       | 9.            |
| Josh Kerr                                                           | 1500 m          | 3:36.29       | 7.            | 3:32.18  | 3.       | 3:29.05       | Bronz         |
| Jake Wightman                                                       | 1500 m          | 3:41.18       | 3.            | 3:33.48  | 1.       | 3:35.09       | 10.           |
| Andrew Butchart                                                     | 5000 m          | 13:31.27      | 7.            |          |          | 13:09.97      | 11.           |
| Marc Scott                                                          | 5000 m          | 13:39.61      | 6.            | kiesett  | kiesett  |               |               |
| Sam Atkin                                                           | 10 000 m        |               |               |          |          | nem ért célba | nem ért célba |
| Marc Scott                                                          | 10 000 m        | 28:09,23      | 14.           |          |          |               |               |
| David King                                                          | 110 m gát       | 13.55         | 6.            | 13.67    | 7.       | kiesett       | kiesett       |
| Andrew Pozzi                                                        | 110 m gát       | 13.50         | 4.            | 13.32    | 4.       | 13.30         | 7.            |
| Phil Norman                                                         | 3000 m akadály  | 8:46,57       | 13.           |          |          | kiesett       | kiesett       |
| Zak Seddon                                                          | 3000 m akadály  | 8:43,29       | 14.           | kiesett  | kiesett  |               |               |
| Zharnel Hughes Richard Kilty Nethaneel Mitchell-Blake Chijindu Ujah | 4 × 100 m       | 38.02         | 2.            |          |          | 37.51         | Kizárva       |
| Cameron Chalmers Michael Ohioze Lee Thompson Joe Brier              | 4 × 400 m       | 3:03.29       | 6.            |          |          | kiesett       | kiesett       |
| Tom Bosworth                                                        | 20 km gyaloglás |               |               |          |          | 1:25:57       | 25            |
| Callum Wilkinson                                                    | 20 km gyaloglás | 1:22:38       | 10            |          |          |               |               |
| Ben Connor                                                          | Maraton         |               |               |          |          | nem ért célba | nem ért célba |
| Callum Hawkins                                                      | Maraton         | nem ért célba | nem ért célba |          |          |               |               |
| Chris Thompson                                                      | Maraton         | 2:21.29       | 54            |          |          |               |               |

Az ezüstérmes 4 × 100 méteres férfi váltót doppingszer használata miatt kizárták.
| Versenyző       | Versenyszám   | Selejtező       | Selejtező       | Döntő    | Döntő    |
| Versenyző       | Versenyszám   | Eredmény        | Helyezés        | Eredmény | Helyezés |
| --------------- | ------------- | --------------- | --------------- | -------- | -------- |
| Ben Williams    | Hármasugrás   | 16,30 m         | 22.             | kiesett  | kiesett  |
| Tom Gale        | Magasugrás    | 228 cm          | 13.             | 227 cm   | 12.      |
| Harry Coppell   | Rúdugrás      | 5,65 m          | 12.             | 580 cm   | 7.       |
| Scott Lincoln   | Súlylökés     | 20,42 m         | 18.             | kiesett  | kiesett  |
| Lawrence Okoye  | Diszkoszvetés | eredmény nélkül | eredmény nélkül | kiesett  | kiesett  |
| Taylor Campbell | Kalapácsvetés | 71,34 m         | 28.             | kiesett  | kiesett  |
| Nick Miller     | Kalapácsvetés | 76,93 m         | 3.              | 78,15 m  | 6.       |

### Női
| Versenyző                                                                      | Versenyszám    | Előfutam      | Előfutam      | Elődöntő | Elődöntő | Döntő    | Döntő    |
| Versenyző                                                                      | Versenyszám    | Idő           | Hely.         | Idő      | Hely.    | Idő      | Helyezés |
| ------------------------------------------------------------------------------ | -------------- | ------------- | ------------- | -------- | -------- | -------- | -------- |
| Dina Asher-Smith                                                               | 100 m          | 11,07         | 2.            | 11,05    | 3.       | kiesett  | kiesett  |
| Daryll Neita                                                                   | 100 m          | 10,98         | 2.            | 11,00    | 4.       | 11,12    | 8.       |
| Asha Philip                                                                    | 100 m          | 11,31         | 2.            | 11,30    | 8.       | kiesett  | kiesett  |
| Beth Dobbin                                                                    | 200 m          | 22,78         | 2.            | 22,85    | 5.       | kiesett  | kiesett  |
| Ama Pipi                                                                       | 400 m          | 51,17         | 4.            | 51.59    | 7.       | kiesett  | kiesett  |
| Jodie Williams                                                                 | 400 m          | 50,99         | 1.            | 49.97    | 2.       | 49.97    | 6.       |
| Nicole Yeargin                                                                 | 400 m          | kizárás       | kizárás       | kiesett  | kiesett  | kiesett  | kiesett  |
| Alexandra Bell                                                                 | 800 m          | 2:00,96       | 4.            | 1:58,83  | 3..      | 1:57.66  | 7.       |
| Keely Hodgkinson                                                               | 800 m          | 2:01,59       | 2.            | 1:59,12  | 1.       | 1:55.88  | Ezüst    |
| Jemma Reekie                                                                   | 800 m          | 1:59,97       | 1.            | 1:59,77  | 2.       | 1:56.90  | 4.       |
| Laura Muir                                                                     | 1500 m         | 4:03,89       | 2.            | 4:00.73  | 2.       | 3.54.50  | Ezüst    |
| Katie Snowden                                                                  | 1500 m         | 4:02,77       | 6.            | 4:02.93  | 9.       | kiesett  | kiesett  |
| Revée Walcott-Nolan                                                            | 1500 m         | 4:06,23       | 7.            | kiesett  | kiesett  | kiesett  | kiesett  |
| Jessica Judd                                                                   | 5000 m         | 15:06,47      | 13.           |          |          | kiesett  | kiesett  |
| Eilish McColgan                                                                | 5000 m         | 15:09,68      | 10.           | kiesett  | kiesett  |          |          |
| Amy-Eloise Markovc                                                             | 5000 m         | 15:03,22      | 9.            | kiesett  | kiesett  |          |          |
| Jessica Judd                                                                   | 10 000 m       |               |               |          |          | 31:56.80 | 17.      |
| Eilish McColgan                                                                | 10 000 m       | 31:04.46      | 9.            |          |          |          |          |
| Tiffany Porter                                                                 | 100 m gát      | 12,85         | 4.            | 12,86    | 5.       | kiesett  | kiesett  |
| Cindy Sember                                                                   | 100 m gát      | 13,00         | 4.            | 12,76    | 7.       | kiesett  | kiesett  |
| Meghan Beesley                                                                 | 400 m gát      | 55,91         | 7.            | kiesett  | kiesett  | kiesett  | kiesett  |
| Jessie Knight                                                                  | 400 m gát      | nem ért célba | nem ért célba | kiesett  | kiesett  | kiesett  | kiesett  |
| Jessica Turner                                                                 | 400 m gát      | 56,83         | 4.            | 1:00,36  | 7.       | kiesett  | kiesett  |
| Elizabeth Bird                                                                 | 3000 m akadály | 9:24,34       | 5.            |          |          |          |          |
| Aimee Pratt                                                                    | 3000 m akadály | 9:47,56       | 11.           | kiesett  | kiesett  |          |          |
| Dina Asher-Smith Imani-Lara Lansiquot Daryll Neita Asha Philip                 | 4 × 100 m      | 41.55         | 1.            |          |          | 41.88    | Bronz    |
| Zoey Clark Emily Diamond Laviai Nielsen Ama Pipi Jodie Williams Nicole Yeargin | 4 × 400 m      | 3:23.99       | 3.            |          |          | 3:22.59  | 5.       |
| Stephanie Davis                                                                | Maraton        |               |               |          |          | 2:36:33  | 39.      |
| Jess Piasecki                                                                  | Maraton        | 2:55:39       | 71.           |          |          |          |          |
| Steph Twell                                                                    | Maraton        | 2:53:26       | 68.           |          |          |          |          |

| Versenyző       | Versenyszám | Selejtező | Selejtező | Döntő      | Döntő      |
| Versenyző       | Versenyszám | Eredmény  | Helyezés  | Eredmény   | Helyezés   |
| --------------- | ----------- | --------- | --------- | ---------- | ---------- |
| Abigail Irozuru | Távolugrás  | 675 cm    | 4.        | 651 cm     | 11.        |
| Jazmin Sawyers  | Távolugrás  | 662 cm    | 11.       | 680 cm     | 8.         |
| Lorraine Ugen   | Távolugrás  | 605 cm    | 15.       | kiesett    | kiesett    |
| Emily Borthwick | Magasugrás  | 193 cm    | 16.       | kiesett    | kiesett    |
| Morgan Lake     | Magasugrás  | 195 cm    | 7.        | nem indult | nem indult |
| Holly Bradshaw  | Rúdugrás    | 4,55 m    | 1.        | 485 cm     | Bronz      |
| Sophie McKinna  | Súlylökés   | 17,81 m   | 18.       | kiesett    | kiesett    |

| Versenyző                 | Versenyszám | 100 m gát | 100 m gát | Magasugrás | Magasugrás | Súlylökés | Súlylökés | 200 m   | 200 m   | Távolugrás | Távolugrás | Gerelyhajítás | Gerelyhajítás | 800 m   | 800 m   | Végeredmény | Végeredmény |
| Versenyző                 | Versenyszám | Idő       | Pont      | Eredmény   | Pont       | Eredmény  | Pont      | Idő     | Pont    | Eredmény   | Pont       | Eredmény      | Pont          | Idő     | Pont    | Pont        | Helyezés    |
| ------------------------- | ----------- | --------- | --------- | ---------- | ---------- | --------- | --------- | ------- | ------- | ---------- | ---------- | ------------- | ------------- | ------- | ------- | ----------- | ----------- |
| Katarina Johnson-Thompson | Hétpróba    | 13.27     | 1084      | 186 cm     | 1054       | 13,31 m   | 748       | kiesett | kiesett | kiesett    | kiesett    | kiesett       | kiesett       | kiesett | kiesett | kiesett     | kiesett     |

### Vegyes
| Versenyző                                              | Versenyszám | Előfutam | Előfutam | Döntő   | Döntő    |
| Versenyző                                              | Versenyszám | Idő      | Hely.    | Idő     | Helyezés |
| ------------------------------------------------------ | ----------- | -------- | -------- | ------- | -------- |
| Cameron Chalmers Zoey Clark Emily Diamond Lee Thompson | 4 × 400 m   | 3:11,95  | 4.       | 3:12,07 | 6.       |

## Cselgáncs
Férfi
| Versenyző       | Versenyszám | 32-es főtábla                        | Nyolcaddöntő      | Negyeddöntő       | Elődöntő          | Vigaszág elődöntő | Bronz- mérkőzés   | Döntő             | Helyezés |
| Versenyző       | Versenyszám | Ellenfél Eredmény                    | Ellenfél Eredmény | Ellenfél Eredmény | Ellenfél Eredmény | Ellenfél Eredmény | Ellenfél Eredmény | Ellenfél Eredmény | Helyezés |
| --------------- | ----------- | ------------------------------------ | ----------------- | ----------------- | ----------------- | ----------------- | ----------------- | ----------------- | -------- |
| Ashley McKenzie | Légsúly     | Karamat Huseynov (AZE) · 00(1)–01(1) | kiesett           | kiesett           | kiesett           | kiesett           | kiesett           | kiesett           | 17.      |

Női
| Versenyző       | Versenyszám  | 32-es főtábla                           | Nyolcaddöntő                                    | Negyeddöntő                 | Elődöntő          | Vigaszág elődöntő                      | Bronz- mérkőzés                     | Döntő             | Helyezés |
| Versenyző       | Versenyszám  | Ellenfél Eredmény                       | Ellenfél Eredmény                               | Ellenfél Eredmény           | Ellenfél Eredmény | Ellenfél Eredmény                      | Ellenfél Eredmény                   | Ellenfél Eredmény | Helyezés |
| --------------- | ------------ | --------------------------------------- | ----------------------------------------------- | --------------------------- | ----------------- | -------------------------------------- | ----------------------------------- | ----------------- | -------- |
| Chelsie Giles   | Harmatsúly   | Arbresha Rexhepi (MKD) · 11(0)–00(0)    | Soumiya Iraoui (MAR) · 10(0)–00(0)              | Abe Uta (JPN) · 00(0)–01(1) |                   | Charline Van Snick (BEL) · 10(1)–00(0) | Fabienne Kocher (SUI) · 10(0)–00(0) |                   |          |
| Lucy Renshall   | Váltósúly    | Tasiro Miku (JPN) · 00(2)–01(0)         | kiesett                                         | kiesett                     | kiesett           | kiesett                                | kiesett                             | kiesett           | 17.      |
| Gemma Howell    | Középsúly    | María Pérez (PUR) · 00(3)–10(2)         | kiesett                                         | kiesett                     | kiesett           | kiesett                                | kiesett                             | kiesett           | 17.      |
| Natalie Powell  | Félnehézsúly | erőnyerő                                | Jun Hjondzsi (Yoon Hyun-ji) (KOR) · 00(1)–11(1) | kiesett                     | kiesett           | kiesett                                | kiesett                             | kiesett           | 9.       |
| Sarah Adlington | Nehézsúly    | Nihel Cheikh Rouhou (TUN) · 00(2)–10(1) | kiesett                                         | kiesett                     | kiesett           | kiesett                                | kiesett                             | kiesett           | 17.      |

## Evezés

### Férfi
| Versenyző | Versenyszám              | Előfutam | Előfutam | Vigaszág | Vigaszág | Elődöntő | Elődöntő | Elődöntő | Döntő | Döntő   | Döntő | Helyezés |
| Versenyző | Versenyszám              | Idő      | Hely.    | Idő      | Hely.    | Típus    | Idő      | Hely.    | Típus | Idő     | Hely. | Helyezés |
| --- | ------------------------ | -------- | -------- | -------- | -------- | -------- | -------- | -------- | ----- | ------- | ----- | -------- |
| John Collins Graeme Thomas                                                                                           | Kétpárevezős             | 6:12.80  | 2.       |          |          | A/B      | 6:22.95  | 2.       | A     | 6:06.46 | 4.    | 4.       |
| Sholto Carnegie Oliver Cook Rory Gibbs Matthew Rossiter                                                              | Kormányos nélküli négyes | 5:55.36  | 1.       |          |          |          |          |          | A     | 5:45.78 | 4.    | 4.       |
| Tom Barras Jack Beaumont Angus Groom Harry Leask                                                                     | Négypárevezős            | 5:42.01  | 3.       | 5:55.91  | 1.       |          |          |          | A     | 5:33.75 | 2.    | Ezüst    |
| Josh Bugajski Jacob Dawson Charles Elwes Thomas Ford Thomas George James Rudkin Oliver Wynne-Griffith Henry Fieldman | Nyolcas                  | 5:34.40  | 3        | 5:23.32  | 2.       |          |          |          | A     | 5:25.73 | 3.    | Bronz    |

### Női
| Versenyző | Versenyszám              | Előfutam | Előfutam | Vigaszág | Vigaszág | Negyeddöntő | Negyeddöntő | Elődöntő | Elődöntő | Elődöntő | Döntő | Döntő   | Döntő | Helyezés |
| Versenyző | Versenyszám              | Idő      | Hely.    | Idő      | Hely.    | Idő         | Hely.       | Típus    | Idő      | Hely.    | Típus | Idő     | Hely. | Helyezés |
| --- | ------------------------ | -------- | -------- | -------- | -------- | ----------- | ----------- | -------- | -------- | -------- | ----- | ------- | ----- | -------- |
| Victoria Thornley | Egypárevezős             | 7:44.30  | 1.       |          |          | 7:59.93     | 3.          | A/B      | 7:25.12  | 2.       | A     | 7:20.39 | 4.    | 4.       |
| Helen Glover Polly Swann | Kormányos nélküli kettes | 7:23.98  | 3.       |          |          |             |             | A/B      | 6:49.39  | 2.       | A     | 6:54.96 | 4.    | 4.       |
| Emily Craig Imogen Grant | Könnyűsúlyú kétpárevezős | 7:03.29  | 2.       | A/B      | 6:41.99  | 1.          | A           | 6:48.04  | 4.       | 4.       |       |         |       |          |
| Karen Bennett Rowan McKellar Rebecca Shorten Harriet Taylor                                                                     | Kormányos nélküli négyes | 6:41.02  | 4.       | 6:46.20  | 1.       |             |             |          |          |          | A     | 6:21.52 | 4.    | 4.       |
| Lucy Glover Charlotte Hodgkins-Byrne Mathilda Hodgkins-Byrne Hannah Scott                                                       | Négypárevezős            | 6:20.80  | 3.       | 6:42.97  | 4.       | B           | 6:25.14     | 1.       | 7.       |          |       |         |       |          |
| Chloe Brew Katherine Douglas Rebecca Edwards Emily Ford Fiona Gammond Caragh McMurtry Rebecca Muzerie Sara Parfett Matilda Horn | Nyolcas                  | 6:26.75  | 4.       | 6:05.26  | 5.       | kiesett     | kiesett     | kiesett  | kiesett  |          |       |         |       |          |

## Golf
| Versenyző          | Versenyszám | 1. forduló | 2. forduló | 3. forduló | 4. forduló | Összesen | Összesen | Összesen |
| Versenyző          | Versenyszám | Pont       | Pont       | Pont       | Pont       | Pontszám | Par      | Helyezés |
| ------------------ | ----------- | ---------- | ---------- | ---------- | ---------- | -------- | -------- | -------- |
| Paul Casey         | Férfi       | 67         | 68         | 66         | 68         | 269      | −15      | 4.       |
| Tommy Fleetwood    | Férfi       | 70         | 69         | 64         | 70         | 273      | −11      | 16.      |
| Jodi Ewart Shadoff | Női         | 74         | 68         | 70         | 72         | 284      | 0        | 40.      |
| Mel Reid           | Női         | 73         | 75         | 76         | 68         | 292      | +8       | 55.      |

## Gördeszka
Női
| Versenyző       | Versenyszám | Selejtező | Selejtező | Döntő   | Döntő   | Helyezés |
| Versenyző       | Versenyszám | Pont      | Hely.     | Pont    | Hely.   | Helyezés |
| --------------- | ----------- | --------- | --------- | ------- | ------- | -------- |
| Sky Brown       | Egyéni park | 57,40     | 2.        | 56,47   | 3.      |          |
| Bombette Martin | Egyéni park | 16,21     | 18.       | kiesett | kiesett | 18.      |

## Gyeplabda

### Férfi
| Brit férfi gyeplabdacsapat-játékoskeret                                                                                             | Brit férfi gyeplabdacsapat-játékoskeret                                                                                        |
| --- | --- |
| - David Ames - Jacob Draper - Alan Forsyth - Rupert Shipperley - Harry Martin - Chris Griffiths - Ian Sloan - Sam Ward - Phil Roper | - Adam Dixon - Brendan Creed - Ollie Payne - Liam Ansell - Jack Waller - James Gall - Liam Sanford - Tom Sorsby - Zach Wallace |
| Szövetségi kapitány: Danny Kerry | |

### Eredmények
Csoportkör
B csoport
| Hely. | Csapat                        | M | Gy | D | V | G+ | G– | Gk  | P  | Továbbjutás |
| ----- | ----------------------------- | - | -- | - | - | -- | -- | --- | -- | ----------- |
| 1.    | Belgium (BEL)                 | 5 | 4  | 1 | 0 | 26 | 9  | +17 | 13 | Negyeddöntő |
| 2.    | Németország (GER)             | 5 | 3  | 0 | 2 | 19 | 10 | +9  | 9  | Negyeddöntő |
| 3.    | Nagy-Britannia (GBR)          | 5 | 2  | 2 | 1 | 11 | 11 | 0   | 8  | Negyeddöntő |
| 4.    | Hollandia (NED)               | 5 | 2  | 1 | 2 | 13 | 13 | 0   | 7  | Negyeddöntő |
| 5.    | Dél-afrikai Köztársaság (RSA) | 5 | 1  | 1 | 3 | 16 | 24 | −8  | 4  |             |
| 6.    | Kanada (CAN)                  | 5 | 0  | 1 | 4 | 9  | 27 | −18 | 1  |             |

| 2021. július 24. 18:30 (11:30) | Nagy-Britannia (GBR)              | 3–1         | Dél-afrikai Köztársaság (RSA) | Játékvezetők: Germán Montes de Oca (ARG) Ben Goentgen (GER) |
| 2021. július 24. 18:30 (11:30) | Ward 2' · Ansell 32' · Waller 56' | Jegyzőkönyv | Guise-Brown 4'                | Játékvezetők: Germán Montes de Oca (ARG) Ben Goentgen (GER) |

| 2021. július 26. 11:45 (04:45) | Nagy-Britannia (GBR)       | 3–1         | Kanada (CAN) | Játékvezetők: Lim Hong Zhen (SGP) Marcin Grochal (POL) |
| 2021. július 26. 11:45 (04:45) | Ansell 33', 57' · Ward 41' | Jegyzőkönyv | van Son 51'  | Játékvezetők: Lim Hong Zhen (SGP) Marcin Grochal (POL) |

| 2021. július 27. 12:15 (05:15) | Németország (GER)                            | 5–1         | Nagy-Britannia (GBR) | Játékvezetők: Simon Taylor (NZL) Adam Kearns (AUS) |
| 2021. július 27. 12:15 (05:15) | Fuchs 15', 51', 60' · Rühr 35' · Weigand 42' | Jegyzőkönyv | Roper 9'             | Játékvezetők: Simon Taylor (NZL) Adam Kearns (AUS) |

| 2021. július 29. 12:15 (05:15) | Hollandia (NED)            | 2–2         | Nagy-Britannia (GBR) | Játékvezetők: Raghu Prasad (IND) Germán Montes de Oca (ARG) |
| 2021. július 29. 12:15 (05:15) | Brinkman 22' · Janssen 31' | Jegyzőkönyv | Ward 52', 57'        | Játékvezetők: Raghu Prasad (IND) Germán Montes de Oca (ARG) |

| 2021. július 30. 21:15 (14:15) | Belgium (BEL)         | 2–2         | Nagy-Britannia (GBR)        | Játékvezetők: Simon Taylor (NZL) Francisco Vázquez (ESP) |
| 2021. július 30. 21:15 (14:15) | Boon 36' · Briels 43' | Jegyzőkönyv | Shipperley 17' · Ansell 38' | Játékvezetők: Simon Taylor (NZL) Francisco Vázquez (ESP) |

Negyeddöntő
| 2021. augusztus 1. 21:00 (14:00) | India (IND)                            | 3–1         | Nagy-Britannia (GBR) | Játékvezetők: Marcin Grochal (POL) Simon Taylor (NZL) |
| 2021. augusztus 1. 21:00 (14:00) | Dilpreet 7' · Gurjant 16' · Hardik 57' | Jegyzőkönyv | Ward 45'             | Játékvezetők: Marcin Grochal (POL) Simon Taylor (NZL) |

| Csapat               | Helyezés |
| -------------------- | -------- |
| Nagy-Britannia (GBR) | 5.       |

### Női
| Brit női gyeplabdacsapat-játékoskeret | Brit női gyeplabdacsapat-játékoskeret |
| --- | --- |
| - Maddie Hinch - Laura Unsworth - Sarah Evans - Anna Toman - Hannah Martin - Sarah Jones - Susannah Townsend - Sarah Robertson - Elena Rayer | - Isabelle Petter - Leah Wilkinson - Giselle Ansley - Hollie Pearne-Webb - Fiona Crackles - Shona McCallin - Lily Owsley - Grace Balsdon - Amy Costello |
| Szövetségi kapitány: Mark Hager | |

### Eredmények
Csoportkör
A csoport
| Hely. | Csapat                        | M | Gy | D | V | G+ | G– | Gk  | P  | Továbbjutás |
| ----- | ----------------------------- | - | -- | - | - | -- | -- | --- | -- | ----------- |
| 1.    | Hollandia (NED)               | 5 | 5  | 0 | 0 | 18 | 2  | +16 | 15 | Negyeddöntő |
| 2.    | Németország (GER)             | 5 | 4  | 0 | 1 | 13 | 7  | +6  | 12 | Negyeddöntő |
| 3.    | Nagy-Britannia (GBR)          | 5 | 3  | 0 | 2 | 11 | 5  | +6  | 9  | Negyeddöntő |
| 4.    | India (IND)                   | 5 | 2  | 0 | 3 | 7  | 14 | −7  | 6  | Negyeddöntő |
| 5.    | Írország (IRL)                | 5 | 1  | 0 | 4 | 4  | 11 | −7  | 3  |             |
| 6.    | Dél-afrikai Köztársaság (RSA) | 5 | 0  | 0 | 5 | 5  | 19 | −14 | 0  |             |

| 2021. július 25. 09:30 (02:30) | Nagy-Britannia (GBR) | 1–2         | Németország (GER)          | Játékvezetők: Liu Hsziao-jing (Liu Xiaoying) (CHN) Irene Presenqui (ARG) |
| 2021. július 25. 09:30 (02:30) | Jones 13'            | Jegyzőkönyv | Huse 24' · Stapenhorst 33' | Játékvezetők: Liu Hsziao-jing (Liu Xiaoying) (CHN) Irene Presenqui (ARG) |

| 2021. július 26. 18:30 (11:30) | Dél-afrikai Köztársaság (RSA) | 1–4         | Nagy-Britannia (GBR)                      | Játékvezetők: Carolina de la Fuente (ARG) Maggie Giddens (USA) |
| 2021. július 26. 18:30 (11:30) | Walraven 6'                   | Jegyzőkönyv | Rayer 29', 50' · Toman 39' · Unsworth 40' | Játékvezetők: Carolina de la Fuente (ARG) Maggie Giddens (USA) |

| 2021. július 28. 10:00 (03:00) | Nagy-Britannia (GBR)                      | 4–1         | India (IND)  | Játékvezetők: Laurine Delforge (BEL) Aleisha Neumann (AUS) |
| 2021. július 28. 10:00 (03:00) | Martin 2', 19' · Owsley 41' · Balsdon 57' | Jegyzőkönyv | Sharmila 23' | Játékvezetők: Laurine Delforge (BEL) Aleisha Neumann (AUS) |

| 2021. július 29. 19:00 (12:00) | Nagy-Britannia (GBR) | 0–1         | Hollandia (NED) | Játékvezetők: Michelle Joubert (RSA) Aleisha Neumann (AUS) |
| 2021. július 29. 19:00 (12:00) |                      | Jegyzőkönyv | Matla 13'       | Játékvezetők: Michelle Joubert (RSA) Aleisha Neumann (AUS) |

| 2021. július 31. 20:45 (13:45) | Írország (IRL) | 0–2         | Nagy-Britannia (GBR)      | Játékvezetők: Carolina de la Fuente (ARG) Emi Yamada (JPN) |
| 2021. július 31. 20:45 (13:45) |                | Jegyzőkönyv | Townsend 17' · Martin 32' | Játékvezetők: Carolina de la Fuente (ARG) Emi Yamada (JPN) |

Negyeddöntő
| 2021. augusztus 2. 21:00 (14:00) | Spanyolország (ESP)         | 2–2         | Nagy-Britannia (GBR)     | Játékvezetők: Aleisha Neumann (AUS) Annelize Rostron (RSA) |
| 2021. augusztus 2. 21:00 (14:00) | Iglesias 20' · Bonastre 51' | Jegyzőkönyv | Martin 17' · Balsdon 37' | Játékvezetők: Aleisha Neumann (AUS) Annelize Rostron (RSA) |
| 2021. augusztus 2. 21:00 (14:00) | Büntetőpárbaj:              |             |                          | Játékvezetők: Aleisha Neumann (AUS) Annelize Rostron (RSA) |
| 2021. augusztus 2. 21:00 (14:00) | Ycart García Olivia Pérez   | 0–2         | Toman Martin Jones       | Játékvezetők: Aleisha Neumann (AUS) Annelize Rostron (RSA) |

Elődöntő
| 2021. augusztus 4. 10:30 (03:30) | Hollandia (NED)                                           | 5–1         | Nagy-Britannia (GBR) | Játékvezetők: Michelle Joubert (RSA) Laurine Delforge (BEL) |
| 2021. augusztus 4. 10:30 (03:30) | Albers 19', 38' · Keetels 19' · Verschoor 32' · Matla 49' | Jegyzőkönyv | Ansley 41'           | Játékvezetők: Michelle Joubert (RSA) Laurine Delforge (BEL) |

Bronzmérkőzés
| 2021. augusztus 6. 10:30 (03:30) | Nagy-Britannia (GBR)                                      | 4–3         | India (IND)                  | Játékvezetők: Michelle Joubert (RSA) Michelle Meister (GER) |
| 2021. augusztus 6. 10:30 (03:30) | Rayer 16' · Robertson 24' · Pearne-Webb 35' · Balsdon 48' | Jegyzőkönyv | Gurjit 25', 26' · Vanada 29' | Játékvezetők: Michelle Joubert (RSA) Michelle Meister (GER) |

| Csapat               | Helyezés |
| -------------------- | -------- |
| Nagy-Britannia (GBR) |          |

## Íjászat

### Férfi
| Versenyző                              | Versenyszám | Selejtező | Selejtező | 64-es főtábla         | 32-es főtábla | Nyolcaddöntő          | Negyeddöntő           | Elődöntő | Döntő   | Helyezés |
| Versenyző                              | Versenyszám | Pont      | Kiemelt   | 64-es főtábla         | 32-es főtábla | Nyolcaddöntő          | Negyeddöntő           | Elődöntő | Döntő   | Helyezés |
| -------------------------------------- | ----------- | --------- | --------- | --------------------- | ------------- | --------------------- | --------------------- | -------- | ------- | -------- |
| Tom Hall                               | Egyéni      | 649       | 48        | Shana (BAN) · 3-7     | kiesett       | kiesett               | kiesett               | kiesett  | kiesett | kiesett  |
| Patrick Huston                         | Egyéni      | 658       | 25        | D'Almeida (BRA) · 1-7 | kiesett       | kiesett               | kiesett               | kiesett  | kiesett | kiesett  |
| James Woodgate                         | Egyéni      | 652       | 38        | Abdullin (KAZ) · 3-7  | kiesett       | kiesett               | kiesett               | kiesett  | kiesett | kiesett  |
| Tom Hall Patrick Huston James Woodgate | Csapat      | 1959      | 10        |                       |               | Indonézia (INA) · 6-0 | Hollandia (NED) · 3-5 | kiesett  | kiesett | kiesett  |

### Női
| Versenyző                                 | Versenyszám | Selejtező | Selejtező | 64-es főtábla              | 32-es főtábla     | Nyolcaddöntő            | Negyeddöntő | Elődöntő | Döntő   | Helyezés |
| Versenyző                                 | Versenyszám | Pont      | Kiemelt   | 64-es főtábla              | 32-es főtábla     | Nyolcaddöntő            | Negyeddöntő | Elődöntő | Döntő   | Helyezés |
| ----------------------------------------- | ----------- | --------- | --------- | -------------------------- | ----------------- | ----------------------- | ----------- | -------- | ------- | -------- |
| Sarah Bettles                             | Egyéni      | 653       | 15        | Acosta Giraldo (COL) · 6-4 | Vu (CHN) · 2-6    | kiesett                 | kiesett     | kiesett  | kiesett | kiesett  |
| Naomi Folkard                             | Egyéni      | 629       | 47        | Vu (CHN) · 2-6             | kiesett           | kiesett                 | kiesett     | kiesett  | kiesett | kiesett  |
| Bryony Pitman                             | Egyéni      | 634       | 38        | Tan (TPE) · 6-4            | Román (MEX) · 6-2 | Oszipova (ROC) · 0-6    | kiesett     | kiesett  | kiesett | kiesett  |
| Sarah Bettles Naomi Folkard Bryony Pitman | Csapat      | 1916      | 9         |                            |                   | Olaszország (ITA) · 3-5 | kiesett     | kiesett  | kiesett | kiesett  |

### Vegyes
| Versenyző                    | Versenyszám | Selejtező | Selejtező | Nyolcaddöntő     | Negyeddöntő        | Elődöntő | Döntő   | Helyezés |
| Versenyző                    | Versenyszám | Pont      | Kiemelt   | Nyolcaddöntő     | Negyeddöntő        | Elődöntő | Döntő   | Helyezés |
| ---------------------------- | ----------- | --------- | --------- | ---------------- | ------------------ | -------- | ------- | -------- |
| Patrick Huston Sarah Bettles | Csapat      | 1311      | 12        | Kína (CHN) · 5-3 | Mexikó (MEX) · 0-6 | kiesett  | kiesett | kiesett  |

## Kajak-kenu

### Szlalom
| Versenyző             | Versenyszám | Selejtező | Selejtező | Selejtező | Selejtező | Selejtező     | Selejtező     | Elődöntő | Elődöntő | Döntő  | Döntő    |
| Versenyző             | Versenyszám | 1. futam  | 1. futam  | 2. futam  | 2. futam  | Jobb eredmény | Jobb eredmény | Elődöntő | Elődöntő | Döntő  | Döntő    |
| Versenyző             | Versenyszám | Pont      | Hely.     | Pont      | Hely.     | Pont          | Hely.         | Pont     | Hely.    | Pont   | Helyezés |
| --------------------- | ----------- | --------- | --------- | --------- | --------- | ------------- | ------------- | -------- | -------- | ------ | -------- |
| Adam Burgess          | Férfi C-1   | 99.82     | 4.        | 99.64     | 2.        | 99.64         | 3.            | 106.18   | 8.       | 103.86 | 4.       |
| Bradley Forbes-Cryans | Férfi K-1   | 93.65     | 5.        | 101.46    | 21.       | 93.65         | 13.           | 96.48    | 5.       | 100.58 | 6.       |
| Mallory Franklin      | Női C-1     | 107.51    | 1.        | 105.06    | 1.        | 105.06        | 1.            | 117.75   | 6.       | 108.68 | Ezüst    |
| Kimberley Woods       | Női K-1     | 109.63    | 8.        | 107.82    | 8.        | 107.82        | 9.            | 109.00   | 6.       | 177.09 | 10.      |

### Gyorsasági
| Versenyző    | Versenyszám     | Előfutam | Előfutam | Negyeddöntő | Negyeddöntő | Elődöntő | Elődöntő | Döntő   | Döntő   | Döntő    | Helyezés |
| Versenyző    | Versenyszám     | Idő      | Hely.    | Idő         | Hely.       | Idő      | Hely.    | Típus   | Idő     | Helyezés | Helyezés |
| ------------ | --------------- | -------- | -------- | ----------- | ----------- | -------- | -------- | ------- | ------- | -------- | -------- |
| Liam Heath   | Férfi K-1 200 m | 34.582   | 3.       | 33.985      | 1.          | 35.108   | 2.       | A       | 35.202  | 3.       | Bronz    |
| Katie Reid   | Női C-1 200 m   | 47.876   | 4.       | 47.821      | 4.          | kiesett  | kiesett  | kiesett | kiesett | kiesett  | kiesett  |
| Emily Lewis  | Női K-1 200 m   | 42.038   | 4.       | 42.945      | 3.          | kiesett  | kiesett  | kiesett | kiesett | kiesett  | kiesett  |
| Emily Lewis  | Női K-1 500 m   | 1:55.743 | 7.       | 1:51.996    | 4.          | kiesett  | kiesett  | kiesett | kiesett | kiesett  | kiesett  |
| Deborah Kerr | Női K-1 200 m   | 41.168   | 3.       | 42.742      | 1.          | 39.751   | 2.       | A       | 40.409  | 8.       | 8.       |
| Deborah Kerr | Női K-1 500 m   | 1:51.375 | 5.       | 1:50.133    | 3.          | 1:55.955 | 7.       | kiesett | kiesett | kiesett  | kiesett  |

## Kerékpározás

### BMX
Pálya
| Versenyző     | Versenyszám | Negyeddöntő | Negyeddöntő | Elődöntő | Elődöntő | Döntő  | Döntő    | Helyezés |
| Versenyző     | Versenyszám | Pont        | Helyezés    | Pont     | Helyezés | Idő    | Helyezés | Helyezés |
| ------------- | ----------- | ----------- | ----------- | -------- | -------- | ------ | -------- | -------- |
| Kye Whyte     | Férfi       | 9           | 2.          | 8        | 2.       | 39,167 | 2.       |          |
| Beth Shriever | Női         | 5           | 1.          | 3        | 1.       | 44,358 | 1.       |          |

Szabadgyakorlat
| Versenyző             | Versenyszám | Selejtező | Selejtező | Döntő | Döntő | Helyezés |
| Versenyző             | Versenyszám | Pont      | Hely.     | Pont  | Hely. | Helyezés |
| --------------------- | ----------- | --------- | --------- | ----- | ----- | -------- |
| Declan Brooks         | Férfi       | 76,75     | 7.        | 90,80 | 3.    |          |
| Charlotte Worthington | Női         | 81,50     | 4.        | 97,50 | 1.    |          |

### Hegyi-kerékpározás
| Versenyző      | Versenyszám        | Idő     | Helyezés |
| -------------- | ------------------ | ------- | -------- |
| Thomas Pidcock | Férfi terepverseny | 1:25:14 |          |
| Evie Richards  | Női terepverseny   | 1:19:09 | 7.       |

### Országúti kerékpározás
Férfi
| Versenyző          | Versenyszám   | Idő                   | Helyezés      |
| ------------------ | ------------- | --------------------- | ------------- |
| Adam Yates         | Mezőnyverseny | 6:06:33 (+1:07)       | 9.            |
| Simon Yates        | Mezőnyverseny | 6:09:04 (+3:38)       | 17.           |
| Tao Geoghegan Hart | Mezőnyverseny | nem ért célba         | nem ért célba |
| Tao Geoghegan Hart | Időfutam      | 1:01:44,81 (+6:40,62) | 29.           |
| Geraint Thomas     | Időfutam      | 57:46,61 (+2:42,42)   | 12.           |
| Geraint Thomas     | Mezőnyverseny | nem ért célba         | nem ért célba |

Női
| Versenyző         | Versenyszám   | Idő                 | Helyezés      |
| ----------------- | ------------- | ------------------- | ------------- |
| Lizzie Armitstead | Mezőnyverseny | 3:54:31 (+1:46)     | 11.           |
| Anna Shackley     | Mezőnyverseny | nem ért célba       | nem ért célba |
| Anna Shackley     | Időfutam      | 34:13,60 (+4:00,11) | 18.           |

### Pálya-kerékpározás
Sprintversenyek
| Versenyző                          | Versenyszám  | Selejtező | Selejtező | 1. forduló                      | Vigaszág               | Vigaszág | 2. forduló                               | Vigaszág             | Nyolcaddöntő                     | Vigaszág                                               | Vigaszág | Negyeddöntő                                                                    | 5–8. helyért                                                                     | 5–8. helyért | Elődöntő                              | Döntő                                                                             | Helyezés |
| Versenyző                          | Versenyszám  | Idő       | Hely.     | Ellenfél Győztes idő            | Ellenfelek Győztes idő | Hely.    | Ellenfél Győztes idő                     | Ellenfél Győztes idő | Ellenfél Győztes idő             | Ellenfelek Győztes idő                                 | Hely.    | Ellenfél Győztes idő                                                           | Ellenfelek Győztes idő                                                           | Hely.        | Ellenfél Győztes idő                  | Ellenfél Győztes idő                                                              | Helyezés |
| ---------------------------------- | ------------ | --------- | --------- | ------------------------------- | ---------------------- | -------- | ---------------------------------------- | -------------------- | -------------------------------- | ------------------------------------------------------ | -------- | ------------------------------------------------------------------------------ | -------------------------------------------------------------------------------- | ------------ | ------------------------------------- | --------------------------------------------------------------------------------- | -------- |
| Jack Carlin                        | Férfi egyéni | 9,306     | 3.        | Nathan Hart (AUS) · 9,829       |                        |          | Muhammad Sahrom (MAS) · 9,884            |                      | Sébastien Vigier (FRA) · 9,963   |                                                        |          | Maximilian Levy (GER) · 9,680; 9,795                                           |                                                                                  |              | Harrie Lavreysen (NED) · 9,747; 9,786 | Bronzmérkőzés · Gyenyisz Dmitrijev (ROC) · 9,786; 9,934                           |          |
| Jason Kenny                        | Férfi egyéni | 9,510     | 8.        | Azizulhasni Awang (MAS) · 9,791 |                        |          | Vakimoto Júta (JPN) · 9,916              |                      | Gyenyisz Dmitrijev (ROC) · 9,828 | Azizulhasni Awang (MAS) · Vakimoto Júta (JPN) · 10,066 | 1.       | Harrie Lavreysen (NED) · 10,243; 10,551                                        | Maximilian Levy (GER) · Nicholas Paul (TRI) · Sébastien Vigier (FRA) · 9,879     | 4.           |                                       |                                                                                   | 8.       |
| Katy Marchant                      | Női egyéni   | 10,495    | 8.        | Kobajasi Júka (JPN) · 11,134    |                        |          | Léj Vaj-szí (Lee Wai-sze) (HKG) · 10,970 |                      | Lauriane Genest (CAN) · 10,935   |                                                        |          | Léj Vaj-szí (Lee Wai-sze) (HKG) · 10,861; 10,958                               | Lea Friedrich (GER) · Shanne Braspennincx (NED) · Lauriane Genest (CAN) · 10,817 | 2.           |                                       |                                                                                   | 6.       |
| Jack Carlin Jason Kenny Ryan Owens | Férfi csapat | 42,231    | 2.        |                                 |                        |          |                                          |                      |                                  |                                                        |          | Németország (GER) · Timo Bichler · Stefan Bötticher · Maximilian Levy · 41,829 |                                                                                  |              |                                       | Hollandia (NED) · Jeffrey Hoogland · Harrie Lavreysen · Roy van den Berg · 41,369 |          |

Üldözőversenyek
| Versenyző                                                         | Versenyszám  | Selejtező | Selejtező | Elődöntő                                                                                          | Elődöntő  | Elődöntő | Döntő | Döntő     | Döntő    |
| Versenyző                                                         | Versenyszám  | Idő       | Hely.     | Ellenfél Idő                                                                                      | Saját idő | Hely.    | Ellenfél Idő                                                                                                 | Saját idő | Helyezés |
| ----------------------------------------------------------------- | ------------ | --------- | --------- | ------------------------------------------------------------------------------------------------- | --------- | -------- | --- | --------- | -------- |
| Ethan Hayter Charlie Tanfield Ethan Vernon Oliver Wood Ed Clancy  | Férfi csapat | 3:50,830  | 7.        | Dánia (DEN) · Lasse Norman Hansen · Niklas Larsen · Frederik Madsen · Rasmus Pedersen · nincs idő | 4:28,489  | 8.       | 7. helyért · Svájc (SUI) · Stefan Bissegger · Robin Froidevaux · Valère Thiébaud · Cyrille Thièry · 3:50,041 | 3:45,636  | 7.       |
| Katie Archibald Neah Evans Laura Kenny Josie Knight Elinor Barker | Női csapat   | 4:09,022  | 2.        | Egyesült Államok (USA) · Chloé Dygert · Megan Jastrab · Jennifer Valente · Emma White · 4:07,562  | 4:06,748  | 2.       | Németország (GER) · Franziska Brauße · Lisa Brennauer · Lisa Klein · Mieke Kröger · 4:04,242                 | 4:10,607  |          |

Keirin
| Versenyző     | Versenyszám | 1. forduló | Vigaszág | Negyeddöntő | Elődöntő | 7–12. helyért | Döntő    | Helyezés |
| Versenyző     | Versenyszám | Helyezés   | Helyezés | Helyezés    | Helyezés | Helyezés      | Helyezés | Helyezés |
| ------------- | ----------- | ---------- | -------- | ----------- | -------- | ------------- | -------- | -------- |
| Jack Carlin   | Férfi       | 1.         | erőnyerő | 2.          | 4.       | 2.            |          | 8.       |
| Jason Kenny   | Férfi       | 4.         | 1.       | 2.          | 1.       |               | 1.       |          |
| Katy Marchant | Női         | lekörözték | 1.       | 5.          | kiesett  | kiesett       | kiesett  | 13.      |

Omnium
| Versenyző     | Versenyszám | 10 km-es scratch | 10 km-es scratch | 10 km-es tempóverseny | 10 km-es tempóverseny | Kieséses verseny | Kieséses verseny | 25 km-es pontverseny | 25 km-es pontverseny | Összesítés | Összesítés |
| Versenyző     | Versenyszám | Pont             | Hely.            | Pont                  | Hely.                 | Pont             | Hely.            | Pont                 | Hely.                | Pont       | Helyezés   |
| ------------- | ----------- | ---------------- | ---------------- | --------------------- | --------------------- | ---------------- | ---------------- | -------------------- | -------------------- | ---------- | ---------- |
| Matthew Walls | Férfi       | 40               | 1.               | 36                    | 3.                    | 38               | 2.               | 39                   | 2.                   | 153        |            |

| Versenyző   | Versenyszám | 7,5 km-es scratch | 7,5 km-es scratch | 7,5 km-es tempóverseny | 7,5 km-es tempóverseny | Kieséses verseny | Kieséses verseny | 20 km-es pontverseny | 20 km-es pontverseny | Összesítés | Összesítés |
| Versenyző   | Versenyszám | Pont              | Hely.             | Pont                   | Hely.                  | Pont             | Hely.            | Pont                 | Hely.                | Pont       | Helyezés   |
| ----------- | ----------- | ----------------- | ----------------- | ---------------------- | ---------------------- | ---------------- | ---------------- | -------------------- | -------------------- | ---------- | ---------- |
| Laura Kenny | Női         | 16(DNF)           | =13.              | 40                     | 1.                     | 16               | 13.              | 24                   | 1.                   | 96         | 6.         |

Madison
| Versenyző                   | Versenyszám | Döntő | Döntő | Helyezés |
| Versenyző                   | Versenyszám | Pont  | Hely. | Helyezés |
| --------------------------- | ----------- | ----- | ----- | -------- |
| Ethan Hayter Matthew Walls  | Férfi       | 40    | 2.    |          |
| Katie Archibald Laura Kenny | Női         | 78    | 1.    |          |

## Labdarúgás

### Női
| Brit női labdarúgócsapat-játékoskeret                                                                                               | Brit női labdarúgócsapat-játékoskeret                                                                                      |
| --- | --- |
| - Millie Bright - Lucy Bronze - Rachel Daly - Lauren Hemp - Steph Houghton - Sophie Ingle - Fran Kirby - Kim Little - Nikita Parris | - Ellie Roebuck - Jill Scott - Georgia Stanway - Demi Stokes - Keira Walsh - Caroline Weir - Ellen White - Leah Williamson |

#### Eredmények
Csoportkör
E csoport
| Hely. | Csapat               | M | Gy | D | V | G+ | G– | Gk | P | Továbbjutás |
| ----- | -------------------- | - | -- | - | - | -- | -- | -- | - | ----------- |
| 1.    | Nagy-Britannia (GBR) | 3 | 2  | 1 | 0 | 4  | 1  | +3 | 7 | Negyeddöntő |
| 2.    | Kanada (CAN)         | 3 | 1  | 2 | 0 | 4  | 3  | +1 | 5 | Negyeddöntő |
| 3.    | Japán (JPN) (H)      | 3 | 1  | 1 | 1 | 2  | 2  | 0  | 4 | Negyeddöntő |
| 4.    | Chile (CHI)          | 3 | 0  | 0 | 3 | 1  | 5  | −4 | 0 |             |

| 2021. július 21. 16:30 (9:30) |

| Nagy-Britannia (GBR) | 2–0               | Chile (CHI) |
| -------------------- | ----------------- | ----------- |
| White 18' 73'        | (1–0) Jegyzőkönyv |             |

| Sapporo Dome, Szapporo Nézőszám: 0 Játékvezető: Salima Mukansanga (ruandai) |

| 2021. július 24. 19:30 (12:30) |

| Japán (JPN) | 0–1               | Nagy-Britannia (GBR) |
| ----------- | ----------------- | -------------------- |
|             | (0–0) Jegyzőkönyv | White 74'            |

| Sapporo Dome, Szapporo Nézőszám: 0 Játékvezető: Anasztaszija Pusztovojtova (orosz) |

| 2021. július 27. 20:00 (13:00) |

| Kanada (CAN) | 1–1               | Nagy-Britannia (GBR) |
| ------------ | ----------------- | -------------------- |
| Leon 55'     | (0–0) Jegyzőkönyv | Prince 85' (öngól)   |

| Kasima Stadion, Kasima Nézőszám: 0 Játékvezető: Katerina Monzul (ukrán) |

Negyeddöntő
| 2021. július 30. 18:00 (11:00) |

| Nagy-Britannia (GBR) | 3–4 (h. u.)                 | Ausztrália (AUS)                      |
| -------------------- | --------------------------- | ------------------------------------- |
| White 57' 66' 115'   | (0–1, 2–2, 2–3) Jegyzőkönyv | Kennedy 35' Kerr 89' 106' Fowler 103' |

| Kasima Stadion, Kasima Nézőszám: 0 Játékvezető: Salima Mukansanga (ruandai) |

| Csapat               | Helyezés |
| -------------------- | -------- |
| Nagy-Britannia (GBR) | 7.       |

## Lovaglás
Díjlovaglás
Díjugratás
Lovastusa

## Műugrás
Férfi
| Versenyző                      | Versenyszám          | Selejtező | Selejtező | Elődöntő | Elődöntő | Döntő   | Döntő    |
| Versenyző                      | Versenyszám          | Pont      | Helyezés  | Pont     | Helyezés | Pont    | Helyezés |
| ------------------------------ | -------------------- | --------- | --------- | -------- | -------- | ------- | -------- |
| James Heatly                   | Egyéni műugrás       | 458,40    | 4.        | 454,85   | 4.       | 411,00  | 9.       |
| Jack Laugher                   | Egyéni műugrás       | 445,05    | 6.        | 514,75   | 3.       | 518,00  |          |
| Tom Daley                      | Egyéni toronyugrás   | 453,70    | 4.        | 462,90   | 4.       | 548,25  |          |
| Noah Williams                  | Egyéni toronyugrás   | 309,55    | 27.       | kiesett  | kiesett  | kiesett | kiesett  |
| Daniel Goodfellow Jack Laugher | Szinkron műugrás     |           |           |          |          | 382,80  | 7.       |
| Tom Daley Matty Lee            | Szinkron toronyugrás |           |           |          |          | 471,81  |          |

Női
| Versenyző                     | Versenyszám          | Selejtező | Selejtező | Elődöntő | Elődöntő | Döntő   | Döntő    |
| Versenyző                     | Versenyszám          | Pont      | Helyezés  | Pont     | Helyezés | Pont    | Helyezés |
| ----------------------------- | -------------------- | --------- | --------- | -------- | -------- | ------- | -------- |
| Scarlett Mew Jensen           | Egyéni műugrás       | 243,25    | 22.       | kiesett  | kiesett  | kiesett | kiesett  |
| Grace Reid                    | Egyéni műugrás       | 268,15    | 19.       | kiesett  | kiesett  | kiesett | kiesett  |
| Andrea Spendolini-Sirieix     | Egyéni toronyugrás   | 307,70    | 10.       | 314,00   | 8.       | 305,50  | 7.       |
| Lois Toulson                  | Egyéni toronyugrás   | 314,00    | 7.        | 311,10   | 9.       | 289,60  | 9.       |
| Grace Reid Katherine Torrance | Szinkron műugrás     |           |           |          |          | 269,10  | 6.       |
| Eden Cheng Lois Toulson       | Szinkron toronyugrás |           |           |          |          | 289,26  | 7.       |

## Súlyemelés
Női
| Versenyző      | Versenyszám | Szakítás | Szakítás | Lökés    | Lökés    | Összesen | Helyezés |
| Versenyző      | Versenyszám | Eredmény | Helyezés | Eredmény | Helyezés | Összesen | Helyezés |
| -------------- | ----------- | -------- | -------- | -------- | -------- | -------- | -------- |
| Zoe Smith      | 59 kg       | 87       | 10.      | 113      | 7.       | 200      | 8.       |
| Sarah Davies   | 64 kg       | 100      | 10.      | 127      | =3.      | 227      | 5.       |
| Emily Muskett  | 76 kg       | 98       | 9.       | 124      | 8.       | 222      | 7.       |
| Emily Campbell | +87 kg      | 122      | 4.       | 161      | 2.       | 283      |          |

## Vívás
Férfi
| Versenyző       | Versenyszám | Selejtező         | 32-es főtábla               | Nyolcaddöntő      | Negyeddöntő       | Elődöntő          | Bronz- mérkőzés   | Döntő             | Helyezés |
| Versenyző       | Versenyszám | Ellenfél Eredmény | Ellenfél Eredmény           | Ellenfél Eredmény | Ellenfél Eredmény | Ellenfél Eredmény | Ellenfél Eredmény | Ellenfél Eredmény | Helyezés |
| --------------- | ----------- | ----------------- | --------------------------- | ----------------- | ----------------- | ----------------- | ----------------- | ----------------- | -------- |
| Marcus Mepstead | Tőr, egyéni | erőnyerő          | Mohamed Hamza (EGY) · 13–15 | kiesett           | kiesett           | kiesett           | kiesett           | kiesett           | 20.      |